# توشيو ماسدا
توشيو ماسدا (増田俊郎 ماسدا توشيو) هو ملحن ياباني ولد في 28 أكتوبر 1959.

## أعماله في الأنمي

### مسلسلات أنمي تلفزيونية
- ناروتو (بالتعاون مع موساشي بروجكت)
- ناروتو شيبودن (ماضي كونوها; بالتعاون مع موساشي بروجكت)
- إكسل ساغا
- آي يوري آوشي
- آي يوري آوشي: إنيشي
- جوبي-تشان
- غوست هنت
- موشيشي
- موشيشي: التتمة
- ماهوروماتيك
- دآ! دآ! دآ!
- جوبيه-تشان 2
- هيغيبيو
- فلينت محقق الزمن
- شينوبي نوبوناغا
- شينوبي نوبوناغا: إيسي وكانيغاساكي
- شينوبي نوبوناغا: أنيغاوا وإيشياما
- فرسان الخيال

### أوفا أنمي
- فاتال فيوري
- بوني بوني بويمي

### أفلام أنمي
- فيلم ناروتو: صدام النينجا في أرض الثلج (بالتعاون مع موساشي بروجكت)
- فيلم ناروتو: الأطلال الوهمية في أعماق الأرض (بالتعاون مع موساشي بروجكت)
- فيلم ناروتو: ذعر الحيوان في جزيرة هلال القمر (بالتعاون مع موساشي بروجكت)

## وصلات خارجية
- توشيو ماسدا على موقع IMDb (الإنجليزية)
- توشيو ماسدا على موقع ألو سيني (الفرنسية)
- توشيو ماسدا على موقع ميوزك برينز (الإنجليزية)
- توشيو ماسدا على موقع ديسكوغز (الإنجليزية)
- توشيو ماسدا على موقع قاعدة بيانات الفيلم (الإنجليزية)
- توشيو ماسدا على موقع كينوبويسك (الروسية)
- توشيو ماسدا على موقع ANN person (الإنجليزية)